# Numazu Deep Sea Aquarium
Het Numazu Deep Sea Aquarium is een klein openbaar aquarium in Numazu, Japan. Het aquarium is een van de weinige ter wereld dat zich focust op het leven in de diepzee. Bezoekers kunnen er voornamelijk lokale soorten aantreffen uit de Japanse zee. Het aquarium opende zijn deuren in 2011. Het gebouw omvat twee verdiepingen met aquaria en een museum met opgezette exemplaren van coelacanthen, erg oude vissen die vaak als levende fossielen worden bestempeld.

## Collectie
Het Numazu Deep Sea Aquarium is bekend voor het huisvesten van zeldzame diepzeevissen. Het is een koploper bij het houden van bepaalde soorten in gevangenschap die normaal op dieptes leven die niet in een aquariumtank kunnen worden nagebootst. Het probleem bij vele van deze soorten is namelijk dat de druk van het water in de diepzee groter is dan een aquarium kan voorzien. Sommige lokale soorten worden echter met succes in gevangenschap gehouden in het Numazu Deep Sea Aquarium en enkele andere Japanse aquariums. Voorbeelden hiervan zijn Careproctus rastrinus, Peristedion orientale, Chaunax abei, Gephyroberyx japonicus, Erilepis zonifer, Eptatretus burgeri, Ebinania brephocephala en meer. Ook de Izukathaai die nabij de stad Numazu voor het eerst beschreven is, is in het aquarium te bezichtigen. De collectie huisvest ook verschillende soorten ongewervelden zoals krabben.
Het aquarium krijgt regelmatig nieuwe diepzeevissen in de collectie. Bijzondere soorten die voor korte tijden te zien waren zijn de franjehaai, Pacifische sluimerhaai en de 'flapjack octopus'. Vele van deze bijzondere soorten leven echter maar enkele weken door de moeilijkheid van het houden van diepzeebewoners. Vele dieren komen in het aquarium terecht doordat ze geschonken worden door vissers die ze als bijvangst hebben. De dieren komen lokaal in de nabijgelegen zee voor en worden zo vaak onbewust gevangen.

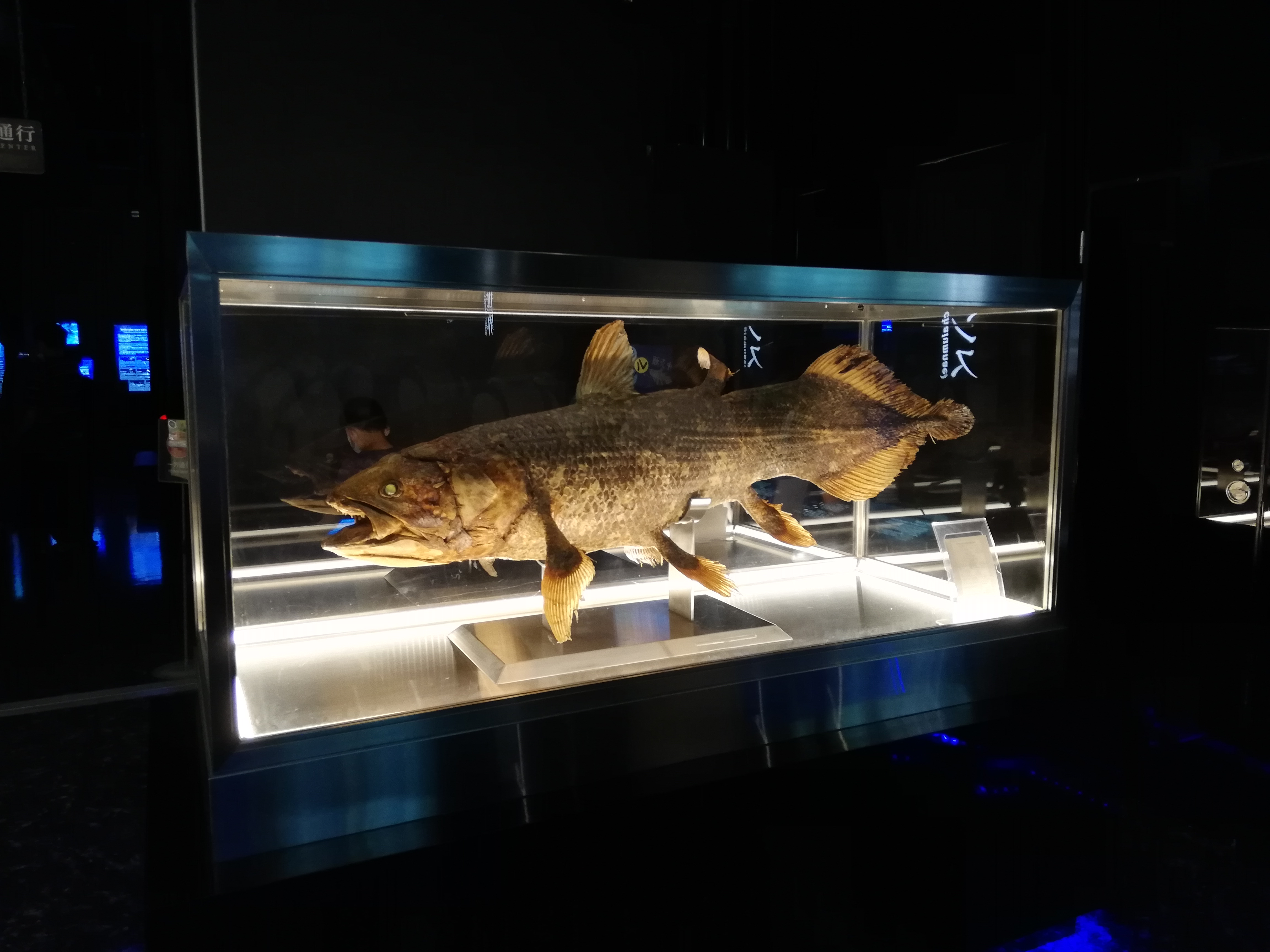
een opgezette coelacanth
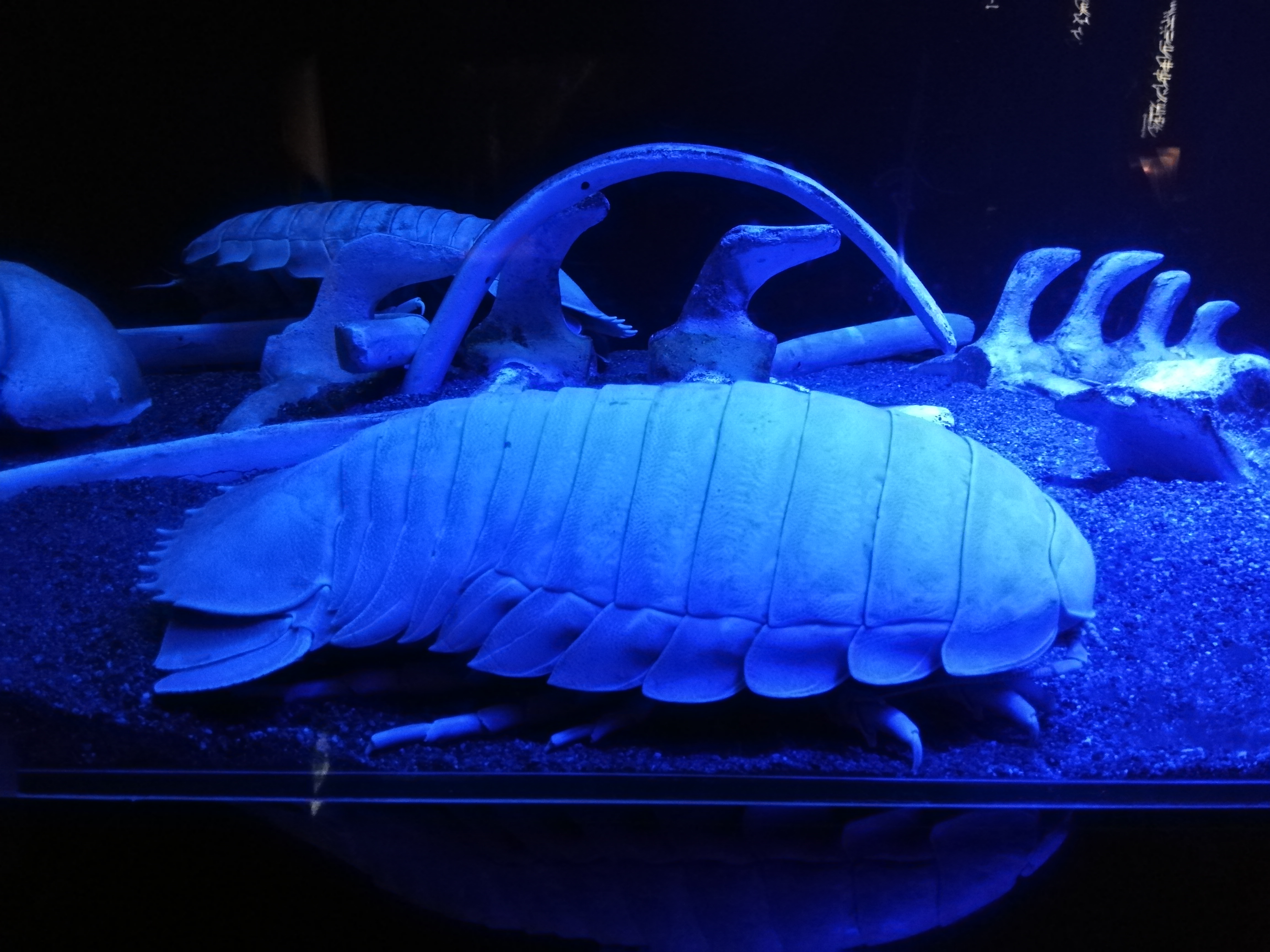
Diepzeepissebed
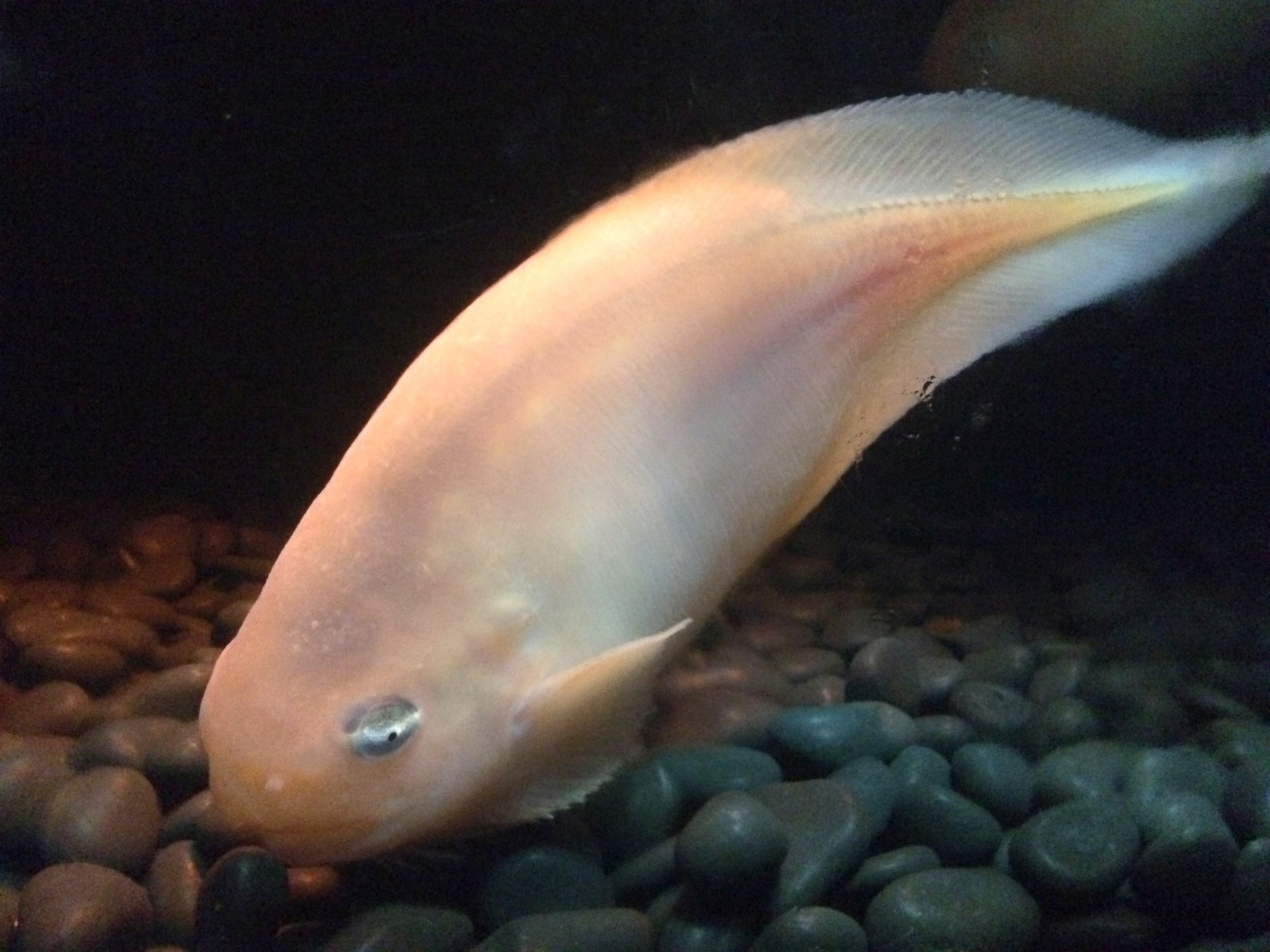
Careproctus rastrinus